# Annegret Strauch
Annegret Strauch (Radebeul, RDA, 1 de diciembre de 1968) es una deportista alemana que compitió para la RDA en remo.
Participó en dos Juegos Olímpicos de Verano, obteniendo dos medallas, oro en Seúl 1988 y bronce en Barcelona 1992, en la prueba de ocho con timonel.
Ganó dos medallas en el Campeonato Mundial de Remo, en los años 1989 y 1990.

## Palmarés internacional
| Representando a la RDA   |                      |                   |                    |
| Juegos Olímpicos         |                      |                   |                    |
| Año                      | Lugar                | Medalla           | Prueba             |
| 1988                     | Seúl (Corea del Sur) | Medalla de oro    | Ocho con timonel   |
| Campeonato Mundial       |                      |                   |                    |
| Año                      | Lugar                | Medalla           | Prueba             |
| 1989                     | Bled (Yugoslavia)    | Medalla de oro    | Cuatro sin timonel |
| 1990                     | Tasmania (Australia) | Medalla de bronce | Ocho con timonel   |
| Representando a Alemania |                      |                   |                    |
| Juegos Olímpicos         |                      |                   |                    |
| Año                      | Lugar                | Medalla           | Prueba             |
| 1992                     | Barcelona (España)   | Medalla de bronce | Ocho con timonel   |